# Marly, Fribourg
Marly là một đô thị trong huyện Sarine thuộc bang Fribourg ở Thụy Sĩ. Tên tiếng Đức cũ là Mertenlach, nhưng nay ít được sử dụng.